# Felon, Territoire de Belfort
Felon är en kommun i departementet Territoire de Belfort i regionen Bourgogne-Franche-Comté i östra Frankrike. Kommunen ligger i kantonen Rougemont-le-Château som tillhör arrondissementet Belfort. År 2022 hade Felon 228 invånare.

## Befolkningsutveckling
Antalet invånare i kommunen Felon
| Referens: INSEE |